# Comisión Mansholt
La Comisión Mansholt es el nombre utilizado para hacer referencia a la Comisión Europea presidida por Sicco Mansholt desde el 22 de marzo de 1972 hasta el 5 de enero de 1973. Su antecesora fue la Comisión Malfatti y su predecesora sería la Comisión Ortoli.
Durante su mandato, la Comisión Mansholt supervisó la creación del Sistema Monetario Europeo el 24 de abril de 1972 y la primera ampliación de la Comunidad Europea en el 1 de enero de 1973. Poco después de la ampliación fue elegida una nueva Comisión presidida por François-Xavier Ortoli.

## Colegio de comisarios (1972-1973)
| Partidos Políticos Europeos |
| --- |
| Centroderecha Democracia cristiana (PPE) Centroizquierda socialdemócrata (PSE) Centro liberal (ALDE) Derecha Conservadurismo (ACRE) |

| Cartera                                                                      | Malfatti I | Malfatti I                                                                          | Malfatti I |
| ---------------------------------------------------------------------------- | ---------- | ----------------------------------------------------------------------------------- | ---------- |
| Presidente de la Comisión Europea                                            |            | Sicco Mansholt Países Bajos (PvdA) 22 de mar. de 1972 - 5 de ene. de 1973           |            |
| Vicepresidente y Comisario de Mercado Interno y Energía                      |            | Wilhelm Haferkamp Alemania Occidental (SPD) 22 de mar. de 1972 - 5 de ene. de 1973  |            |
| Comisario de Economía y Finanzas                                             |            | Raymond Barre Francia (Independiente) 22 de mar. de 1972 - 5 de ene. de 1973        |            |
| Comisario de Competencia y Política Regional                                 |            | Albert Borschette Luxemburgo (Independiente) 22 de mar. de 1972 - 5 de ene. de 1973 |            |
| Comisario de Presupuesto y Programa Económico, Asuntos Sociales y Transporte |            | Albert Coppé Bélgica (CD&V) 22 de mar. de 1972 - 5 de ene. de 1973                  |            |
| Comisario Comercio y Relaciones Exteriores                                   |            | Ralf Dahrendorf Alemania Occidental (FDP) 22 de mar. de 1972 - 5 de ene. de 1973    |            |
| Comisario de Relaciones Exteriores y Asistencia al Desarrollo                |            | Jean-François Deniau Francia (UDF) 22 de mar. de 1972 - 5 de ene. de 1973           |            |
| Comisario de Agricultura                                                     |            | Carlo Scarascia-Mugnozza Italia (DC) 22 de mar. de 1972 - 5 de ene. de 1973         |            |
| Comisario de Asuntos Industriales e Investigación                            |            | Altiero Spinelli Italia (Independiente) 22 de mar. de 1972 - 5 de ene. de 1973      |            |

## Sucesión
| Predecesor: Comisión Malfatti | Comisión Europea 1972 - 1973 | Sucesor: Comisión Ortoli |